# 풍가 마레

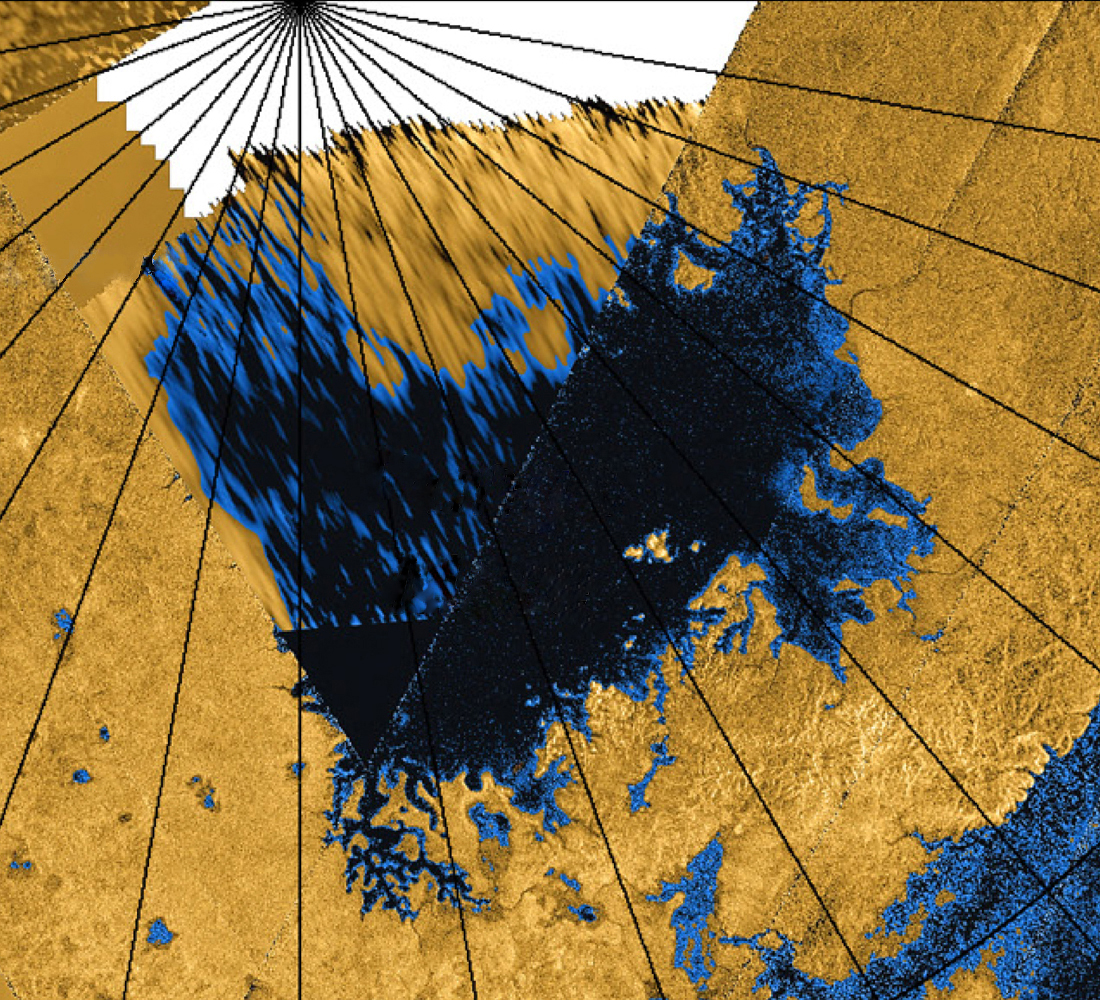
타이탄 북극 지역의 합성 개구 레이더 이미지를 가짜 색상으로 모자이크한 풍가 마레. 크라켄 마레의 북쪽 확장이 오른쪽 하단에 보인다.

푱가 마레는 티탄이라는 토성의 최대 위성에 있는 북극 지역의 호수이다. 크라켄 마레와 리게이아 마레에 이어 티탄에서 알려진 액체 중 세 번째로 큰 호수이다. 이 호수는 메탄과 에테인으로 이루어진 액체 탄화수소로 이루어져 있다. 북극에 거의 인접한 위치인 85.1° N, 339.7° W에 있으며 지름이 약 380km(236mi)로 지구의 빅토리아 호수보다 크다. 표면적은 약 61,000km²(23,522 평방 마일) 정도이다.이 호수의 이름인 '푱가'는 마오리 신화에 나오는 탕가로아 신의 아들이자 상어, 레이, 도마뱀의 조상인 푱가에서 따왔다고 한다.